# موانئ العالم كلاسيكي 2015
موانئ العالم كلاسيكي 2015 (بالإنجليزية: 2015 World Ports Classic)‏  هو سباق دراجات هوائية، وهو الموسم رقم 4 من نفس السباق، وأقيم خلال الفترة 23 مايو 2015، وحتى 24 مايو 2015، وامتدّ لمسافة 359 كيلومتر، وهو أحد سباقات طواف أوروبا للدراجات 2015، وهو من نوع سباق المرحلة، وقد شارك في السباق 134 متسابقاً ووصل إلى نهايته 126 متسابقاً.
فاز فيه بالمركز الأول كريس بويكمانز، وبالمركز الثاني دانيلو نابوليتانو، وبالمركز الثالث يوهيني هوتاروفيتش، والفريق الفائز في ترتيب الفرق لوتو سودال 2015.

## الفرق
| فرق عالمية (4)- Astana - Giant-Alpecin - Lotto NL-Jumbo - Lotto-Soudal فرق قارية محترفة (10)- Bora-Argon 18 - Bretagne-Séché Environnement - Cofidis, Solutions Crédits - Cult Energy Pro Cycling ‏ - Europcar - MTN-Qhubeka - رومبوت تشارلز ‏ - سبورت فلاندرين بالويس 2015 ‏ - UnitedHealthcare Pro Cycling (men's team) ‏ - Wanty-Groupe Gobert فرق قارية (4)- Delta Cycling Rotterdam ‏ - ميتك-تي كي إتش مانتيل 2015 ‏ - Van Rysel–Roubaix ‏ - بنجوال باوليز ساوكس دبليو بي ‏ |  |
| |  |

## الفائزون
| الترتيب    | الفائز            |
| ---------- | ----------------- |
| الفائز     | كريس بويكمانز     |
| الثاني     | دانيلو نابوليتانو |
| الثالث     | يوهيني هوتاروفيتش |
| حسب النقاط | كريس بويكمانز     |
| أفضل شاب   | رودي باربير       |
| الفريق     | لوتو سودال        |